# Военная медаль (Испания)
Военная медаль (исп. Medalla Militar) — одна из высших военных наград Испании.

## История
Учреждена в 1918 году указом Альфонсо XIII в качестве замены упразднённым младшим классам ордена Святого Фердинанда. Первое описание медали было опубликовано в указе от 7 декабря 1920 года.

## Критерии награждения
Медалью награждаются военнослужащие любого ранга за проявленную ими выдающуюся доблесть.

## Описание награды
Медаль изготовлена из оксидированного железа, имеет форму круга диаметром 42 мм. В верхней части находится крепление прямоугольной формы с закруглёнными краями, длиной 15 и шириной 7 миллиметров.
Аверс: на лицевой стороне имеется серебряное кольцо (внешним диаметром 31 мм и внутренним диаметром 29 мм). Внутри кольца находится изображение восходящего из-за моря Солнца и стоящей женской фигуры, символизирующей Испанию, которая правой рукой протягивает лавровый венок, а левой опирается на щит с изображением львиной головы. Вне кольца находится украшенный лентами крестообразно по диагонали венок из лавровых и дубовых веток, с которым чередуются изображения двух львов (слева и справа) и замка (сверху); в нижней части - картуш с надписью AL VALOR MUY DISTINGUIDO. Клеймо фирмы Egana выбито на морских волнах. 
Реверс: оборотная сторона в целом схожа с лицевой, но внутри кольца изображён герб Испании, пропорциональный размерам круга, а надпись на картуше отсутствует. На изображении герба под правой колонной виден звездообразный объект, напоминающий символ Фаланги (ярмо и стрелы), а на левой — название фирмы.
Лента: медаль носится на шёлковой ленте шириной 35 (ранее 28) миллиметров белого цвета, в центральной части находятся полосы цветов национального флага Испании, общей шириной 15 миллиметров, по краям — жёлтые полосы, шириной 2 миллиметра каждая. Длина ленты 45 мм.
В верхней части ленты находится золотая прямоугольная пряжка, а ниже, в центре ленты, крепится золотая прямоугольная металлическая планка шириной четыре миллиметра на котором гравируется дата подвига, за который присуждена награда.

### Правила ношения
Медаль носится на униформе всегда в оригинальном размере над другими наградами, кроме Ордена Св. Фердинанда, как более старшей. При множественных награждениях носится лишь одна медаль, а количество награждений отображается на ней посредством дополнительных планок.

## Коллективная награда
Медалью также могут награждаться воинские части.

## Известные награждённые

### Рифская война
- Филипп Петен (главнокомандующий французскими войсками)

### Гражданская война в Испании
- Эмилио Мола
- Адольф Галланд (Легион «Кондор»)
- Мохамед Мезиане
- Вернер Мёльдерс (Легион «Кондор»)
- Вальтер Эзау (Легион «Кондор»)
- Вильгельм фон Тома (Легион «Кондор»)
- Вольфрам фон Рихтгофен (Легион «Кондор»)
- Гюнтер Лютцов (Легион «Кондор»)